# Jensenia zollingeri
Jensenia zollingeri là một loài rêu trong họ Pallaviciniaceae. Loài này được (Gottsche) Grolle mô tả khoa học đầu tiên năm 1964.